# Ѕ
제(dze, Ѕ, ѕ)는 키릴 문자의 하나이다. 마케도니아어에서 유성 치경 파찰음(/dz/)을 표기할 때 사용된다. 그리스 문자 Σ에서 따온 문자로 추정되는, 초창기부터 만들어진 키릴 문자 중 하나이다. 옛날에는 고대 교회 슬라브어나 우크라이나어, 러시아어, 세르비아어, 벨라루스어, 불가리아어, 루마니아어에서도 쓰이기도 했다.
19세기에 들어서부터는 사용되지 않는 문자가 되었으나 1944년 마케도니아어 표준을 제정하면서 /dz/ 발음에 이 문자를 다시 쓰기로 결정하면서 부활하였다. 마케도니아어는 발칸 반도의 중심 언어로도 여겨지기 때문에 마케도니아어의 형제 격인 그리스어(τζ)와 알바니아어(x)에서도 비슷한 발음에 문자를 각각 두고 있다. 몬테네그로의 언어학자인 보이슬라브 닉체비치(Vojislav Nikčević)도 똑같은 문자를 현대 몬테네그로어에 추가하자는 제안을 내놓기도 하였다.
앞서 라틴 문자의 S를 가장 닮았다고 하였는데 'ꙅ'라고 쓰기도 하며, 이쪽은 뒤집힌 S자를 닮았다. 아니면 여기에 꼬리와 줄을 친 문자 'ꙃ'도 있다. 압하지야어에서도 똑같은 이름에 똑같은 발음인 문자인 Ӡ가 있으나 그 모양은 좀 다르다.

## 기원
초기 키릴 문자 중 하나였던 문자로서, 원래는 '젤로'(dzělo, )란 이름으로 '여섯'이란 의미를 지녔다. 젤로란 이름 자체는 글라골 문자에 있던 '젤로'를 따온 것인데, 글라골 문자에서는 'Ⰷ'로 표기하였고 여기선 '여덟'이란 의미를 가졌다. 고대 교회 슬라브어에서도 '젤로'(ѕѣло, dzeló)라 불렀으며 교회 슬라브어 역시 '젤로'(ѕѣлѡ, zeló)라 불렀다.
글라골 문자에서 'Ⰷ'가 어디서 기원했는지는 확실히 밝혀지지 않았지만, 키릴 문자 Ѕ는 그리스 문자인 'Ϛ'에서 영향을 받은 것으로 추정된다. 'Ϛ'는 옛 글자 Ϝ의 중세 시대 형태로서 유사한 모양을 지녔고 '여섯'이란 뜻을 담고 있다는 점도 똑같다. 반면 키릴 문자 Ѕ와 로마자 S가 닮은 것은 우연일 가능성이 크다.

## 발전
고대 교회 슬라브어에서 'Ѕ'는 약한 /dz/ 발음이나 /z/ 발음으로 소리내었다. 이는 오늘날 러시아어에서 'Г'(/ɡ/) 소리가 들어가는 위치의 어원과도 맞물리는데 대표적으로 'мъноѕи'(→ много), 'по ноѕѣ'(→ нога), растрьѕати(→ расторгать) 등이 있다. 다만 이미 고대 교회 슬라브어에서부터 'Ѕ'와 'З' 글자가 별다른 구분 없이 쓰인 것으로 보이며, 17세기 중반에 들어서 교회 슬라브어를 필기할 때 혼동을 피하기 위해 'Ѕ' 자만이 공식적으로 쓰이게 되었다. 두 문자의 주요 차이점은 다음을 들 수가 있다.
- 'Ѕ'는 Ѕ로 시작하는 단어 7개(ѕвѣзда, ѕвѣрь, ѕеліе, ѕлакъ, ѕлый, ѕмій, ѕѣлѡ)와 거기서 파생되어 나온 단어에 쓰인다.
- 'З'는 그밖에 모든 경우에 쓰인다.
- 'Ѕ'에 담겨 있는 수는 '여섯'이지만, 'З'는 '일곱'이다.

러시아어에서는 '젤로'(зѣло, [ˈzʲɛlə])라 부르며 /dz/, /z/, /zʲ/ 등의 소리가 난다.
1708년 러시아 제국의 표트르 1세 황제가 제정한 러시아어 국가 철자법 초안에서는 /z/ 발음에 글자 'Ѕ'를 배정해 두고 글자 'З'는 폐기하도록 하였다. 하지만 1710년에 제정된 제2판에서는 З를 되살리고 반대로 Ѕ를 폐기하는 양상을 취했다. 이후 두 글자는 계속해서 혼용되다가 1735년을 끝으로 'Ѕ'는 자취를 감춘 것으로 보인다.
루마니아어에서도 /dz/ 발음을 표기할 때 사용되다가 1860년경에 로마자를 기반으로 표기 체계를 바꾸게 되면서 사용하지 않게 되었다. 19세기 중반에는 세르비아어 국가 철자법에서도 /dz/ 발음을 표기할 때 쓰던 글자였다. 당시 세르비아 철자법이 러시아식보다는 교회 슬라브식에 가까웠기 때문에 가능했던 일로, 1868년에 부크 카라지치가 정립한 세르비아 키릴 문자법에서는 빠지게 되었다. 오늘날 세르비아어에서는 해당 발음을 쓸 일이 적긴 하나 굳이 필요하다면 'ДЗ'의 이중음자로 표기한다. 이는 우크라이나어에서도 사실상 마찬가지이다.

## 쓰임새
현재 이 글자를 쓰는 언어는 마케도니아어가 유일하다. 1944년 12월 4일 '마케도니아 문자 문어 정립 언어위원회'에서 마케도니아 표준 철자법을 제정하면서 해당 문자를 도입한다는 결정을 10-1의 찬성으로 통과시키면서부터 쓰이게 되었다. 마케도니아어에서는 /dz/로 소리나는 글자이며 마케도니아의 어느 방언이든 해당 발음이 쓰인다. 이 발음이 들어가는 단어로는 '지드'(ѕид →벽), '즈베즈다'(ѕвезда →별) 등이 있다.
한편 마이크로소프트의 세르비아어 키릴 자판에도 이 문자가 들어가 있다. 그러나 정작 세르비아어에서는 해당 문자를 쓰지 않는다. 이 때문에 우분투용 세르비아어 자판에서는 Ѕ를 Ж 글쇠로 대체해 놓았다.

## 컴퓨팅 코드
| 미리 보기       | Ѕ                           | Ѕ                           | ѕ                         | ѕ                         | Ꙅ                                    | Ꙅ                                    | ꙅ                                  | ꙅ                                  |
| --------------- | --------------------------- | --------------------------- | ------------------------- | ------------------------- | ------------------------------------ | ------------------------------------ | ---------------------------------- | ---------------------------------- |
| 유니코드 이름   | CYRILLIC CAPITAL LETTER DZE | CYRILLIC CAPITAL LETTER DZE | CYRILLIC SMALL LETTER DZE | CYRILLIC SMALL LETTER DZE | CYRILLIC CAPITAL LETTER REVERSED DZE | CYRILLIC CAPITAL LETTER REVERSED DZE | CYRILLIC SMALL LETTER REVERSED DZE | CYRILLIC SMALL LETTER REVERSED DZE |
| 인코딩          | 10진                        | 16진                        | 10진                      | 16진                      | 10진                                 | 16진                                 | 10진                               | 16진                               |
| 유니코드        | 1029                        | U+0405                      | 1109                      | U+0455                    | 42564                                | U+A644                               | 42565                              | U+A645                             |
| UTF-8           | 208 133                     | D0 85                       | 209 149                   | D1 95                     | 234 153 132                          | EA 99 84                             | 234 153 133                        | EA 99 85                           |
| 수치 문자 참조  | &#1029;                     | &#x405;                     | &#1109;                   | &#x455;                   | &#42564;                             | &#xA644;                             | &#42565;                           | &#xA645;                           |
| 코드 페이지 855 | 137                         | 89                          | 136                       | 88                        |                                      |                                      |                                    |                                    |
| 윈도우 1251     | 189                         | BD                          | 190                       | BE                        |                                      |                                      |                                    |                                    |
| ISO-8859-5      | 165                         | A5                          | 245                       | F5                        |                                      |                                      |                                    |                                    |
| 매킨토시 키릴   | 193                         | C1                          | 207                       | CF                        |                                      |                                      |                                    |                                    |

## 같이 보기
- Σ (그리스 문자)
- S (라틴 문자)
- J (라틴 문자)